# سباستین سیلوا
سباستین سیلوا (اسپانیایی: Sebastián Silva‎؛ زادهٔ ۹ آوریل ۱۹۷۹) کارگردان فیلم و فیلم‌نامه‌نویس اهل شیلی است.
از فیلم‌های او می‌توان به پوسیدن زیر نور آفتاب اشاره کرد.